# Cyborg
Cyborg sau ciborg este un personaj (o ființă umană) din literatura de anticipație sub forma unui hibrid creier-mașină-microprocesor, dar  nu un  robot.
Un cyborg este un organism cibernetic (un organism care are atât sisteme artificiale cât și naturale). 
Termenul a fost inventat în 1960 atunci când Manfred Clynes și Nathan Kline l-au folosit într-un articol despre avantajele în spatiul cosmic ale unui sistem om-mașină ce se auto-reglează.

## Teorie
Creșterea dependenței umane de mecanisme, precum și înlocuirea organelor prin dispozitive mecanice (proteze, implanturi) creează condițiile pentru transformarea treptată a omului în cyborg. În tehnologie, omul se proiectează pe sine, astfel încât evoluția comună a omului și a tehnologiei în cyborg este un proces obiectiv. 
În conceptele feministe ale lui Donna Haraway. Cyborg a devenit metafora de pornire pentru a explora modalități de a scăpa de confruntările naturale / culturale. Demonstrează modul în care dorința de a diviza aspectele opuse existenței devine mai dificil de îndeplinit, și încearcă să utilizeze noțiuni limită pentru a dezvolta noi modalități de acțiune politică. Acest concept este cunoscut sub numele de «Teoria Cyborg».
James Litten a inventat termenul "cyborgization" pentru a descrie procesul de a deveni un cyborg.
Povestea lui Isaac Asimov "Omul de două sute de ani" explorează conceptul de cibernetică. Caracterul central este un robot care se modifică cu ajutorul componentelor biologice. Cercetările sale conduc la o descoperire în medicină în domeniul organelor și protezelor artificiale. Până la sfârșitul istoriei, nu există diferențe semnificative între corpul robotului și cel uman (cu excepția componentei principale - a creierului).
Cu toate acestea, există încă o opinie că "cyborgizarea" completă a unei persoane este imposibilă. În special, L. E. Grinin este convins că, din moment ce funcționarea creierului este în mare măsură legată de activitatea organelor senzoriale și de controlul organismului biologic, în consecință, munca sa deplină are o bază exclusiv biologică și această legătură va fi întotdeauna și trebuie să prevaleze.